# Fútbol en los Juegos Asiáticos de 2002
La competencia de fútbol en los Juegos Asiáticos de 2002 se celebró en Corea del Sur, del 27 de septiembre al 13 de octubre de 2002.
En el certamen masculino, se aplicó por primera vez la restricción por edad para los seleccionados. Cada jugador debía ser menor de 23 años, al igual que en las competiciones de fútbol en los Juegos Olímpicos, mientras que se permitían tres futbolistas mayores en cada equipo. Mientras tanto, en el torneo femenino, Corea del Norte cortó la hegemonía de China y obtuvo su primera medalla de oro.

## Medallistas
| Evento  | Oro | Plata | Bronce |
| ------- | --- | --- | --- |
| Hombres | Irán Ebrahim Mirzapour Mehdi Amirabadi Yahya Golmohammadi Saeid Lotfi Javad Nekounam Iman Mobali Javad Kazemian Ali Daei Alireza Vahedi Nikbakht Mehdi Rahmati Hossein Kaebi Moharram Navidkia Abolfazl Hajizadeh Mohsen Bayatinia Ali Badavi Siavash Akbarpour Jalal Kameli Mofrad Mohammad Nosrati Hamid Azizzadeh Ershad Yousefi | Japón Yōsuke Fujigaya Teruyuki Moniwa Shōhei Ikeda Daisuke Nasu Yūichi Komano Yūki Abe Yoshito Ōkubo Kazuyuki Morisaki Daisuke Matsui Ryōichi Maeda Tatsuya Tanaka Yuichi Nemoto Keita Suzuki Naohiro Ishikawa Hikaru Mita Takuya Nozawa Hayuma Tanaka Takaya Kurokawa Satoshi Nakayama Takeshi Aoki | Corea del Sur Lee Woon-jae Cho Byung-kuk Hyun Young-min Park Yo-seb Kim Young-chul Park Yong-ho Byun Sung-hwan Kim Do-heon Lee Chun-soo Park Ji-sung Choi Tae-uk Lee Young-pyo Kim Dong-jin Park Kyu-seon Cho Sung-hwan Kim Yong-dae Choi Sung-kuk Kim Eun-jung Park Dong-hyuk Lee Dong-gook |
| Mujeres | Corea del Norte Ri Jong-hui Yun In-sil Jo Song-ok Sin Kum-ok Ra Mi-ae Ri Kum-suk Pak Kum-chun Ho Sun-hui Jin Pyol-hui Yun Yong-hui Jang Ok-gyong Song Jong-sun O Kum-ran Ri Un-gyong Yang Kyong-hui Chon Kyong-hwa Ri Hyang-ok Kim Un-ok                                                                                            | China Xiao Zhen Sun Rui Li Jie Gao Hongxia Fan Yunjie Zhao Lihong Pu Wei Bai Lili Bai Jie Sun Wen Xie Caixia Zhou Xiaoxia Meng Jun Bi Yan Ren Liping Liu Yali Pan Lina Zhao Yan | Japón Nozomi Yamago Yuka Miyazaki Yoshie Kasajima Yasuyo Yamagishi Tomoe Sakai Yumi Obe Yayoi Kobayashi Mai Nakachi Tomomi Miyamoto Homare Sawa Mio Otani Mai Aizawa Kanako Ito Mito Isaka Naoko Kawakami Miyuki Yanagita Karina Maruyama Miho Fukumoto                                      |

## Equipos participantes

### Hombres
En cursiva, los debutantes en fútbol masculino en los Juegos Asiáticos.
| Equipos participantes  | Equipos participantes | Equipos participantes | Equipos participantes |
| ---------------------- | --------------------- | --------------------- | --------------------- |
| Bangladés              | Hong Kong             | Líbano                | Tailandia             |
| Baréin                 | India                 | Malasia               | Tayikistán            |
| Catar                  | Irán                  | Maldivas              | Turkmenistán          |
| China                  | Japón                 | Mongolia              | Uzbekistán            |
| Corea del Sur          | Jordania              | Omán                  | Vietnam               |
| Emiratos Árabes Unidos | Kuwait                | Pakistán              | Yemen                 |

Los equipos fueron sorteados según su clasificación final en los Juegos Asiáticos de 1998.
| Grupo A       | Grupo B                | Grupo C      | Grupo D    |
| ------------- | ---------------------- | ------------ | ---------- |
| Corea del Sur | Emiratos Árabes Unidos | China        | Japón      |
| Malasia       | Vietnam                | India        | Uzbekistán |
| Maldivas      | Yemen                  | Bangladés    | Baréin     |
| Omán          | Tailandia              | Turkmenistán | Jordania*  |
|               | Grupo E                | Grupo F      |            |
|               | Irán                   | Kuwait       |            |
|               | Catar                  | Tayikistán*  |            |
|               | Líbano                 | Hong Kong    |            |
|               | Mongolia*              | Pakistán     |            |

* Mongolia y Jordania se retiraron de la competencia y fueron reemplazados por Afganistán y Palestina, quien debutó en el certamen. Tayikistán fue suspendido por la FIFA y su lugar fue ocupado por Corea del Norte.

### Mujeres
En cursiva, los debutantes en fútbol femenino en los Juegos Asiáticos.
| Equipos participantes | Equipos participantes |
| --------------------- | --------------------- |
| China                 | Corea del Sur         |
| China Taipéi          | Japón                 |
| Corea del Norte       | Vietnam               |

Al igual que en el certamen inaugural, los seis equipos compitieron todos contra todos.

## Posiciones finales

### Hombres
| Pos               | Equipo                 | PJ | G | E | P | GF | GC | DG  | Pts |
| ----------------- | ---------------------- | -- | - | - | - | -- | -- | --- | --- |
| Medalla de oro    | Irán                   | 6  | 4 | 2 | 0 | 16 | 2  | +14 | 14  |
| Medalla de plata  | Japón                  | 6  | 5 | 0 | 1 | 13 | 4  | +9  | 15  |
| Medalla de bronce | Corea del Sur          | 6  | 5 | 1 | 0 | 17 | 2  | +15 | 16  |
| 4                 | Tailandia              | 6  | 4 | 0 | 2 | 10 | 7  | +3  | 12  |
| 5                 | China                  | 4  | 3 | 0 | 1 | 9  | 1  | +8  | 9   |
| 5                 | Kuwait                 | 4  | 3 | 0 | 1 | 9  | 1  | +8  | 9   |
| 7                 | Baréin                 | 4  | 2 | 0 | 2 | 10 | 6  | +4  | 6   |
| 8                 | Corea del Norte        | 4  | 2 | 0 | 2 | 7  | 4  | +3  | 6   |
| 9                 | Omán                   | 3  | 2 | 0 | 1 | 8  | 5  | +3  | 6   |
| 10                | India                  | 3  | 2 | 0 | 1 | 6  | 3  | +3  | 6   |
| 11                | Catar                  | 3  | 1 | 2 | 0 | 13 | 2  | +11 | 5   |
| 12                | Líbano                 | 3  | 1 | 1 | 1 | 12 | 3  | +9  | 4   |
| 13                | Emiratos Árabes Unidos | 3  | 1 | 1 | 1 | 3  | 4  | −1  | 4   |
| 14                | Hong Kong              | 3  | 1 | 0 | 2 | 4  | 3  | +1  | 3   |
| 15                | Yemen                  | 3  | 1 | 0 | 2 | 3  | 5  | −2  | 3   |
| 16                | Uzbekistán             | 3  | 1 | 0 | 2 | 2  | 4  | −2  | 3   |
| 17                | Malasia                | 3  | 1 | 0 | 2 | 3  | 6  | −3  | 3   |
| 18                | Turkmenistán           | 3  | 1 | 0 | 2 | 4  | 8  | −4  | 3   |
| 19                | Vietnam                | 3  | 0 | 1 | 2 | 0  | 5  | −5  | 1   |
| 20                | Bangladés              | 3  | 0 | 0 | 3 | 1  | 9  | −8  | 0   |
| 21                | Palestina              | 3  | 0 | 0 | 3 | 0  | 9  | −9  | 0   |
| 22                | Maldivas               | 3  | 0 | 0 | 3 | 1  | 12 | −11 | 0   |
| 23                | Pakistán               | 3  | 0 | 0 | 3 | 0  | 14 | −14 | 0   |
| 24                | Afganistán             | 3  | 0 | 0 | 3 | 0  | 32 | −32 | 0   |

### Mujeres
| Pos               | Equipo          | PJ | G | E | P | GF | GC | DG  | Pts |
| ----------------- | --------------- | -- | - | - | - | -- | -- | --- | --- |
| Medalla de oro    | Corea del Norte | 5  | 4 | 1 | 0 | 8  | 0  | +8  | 13  |
| Medalla de plata  | China           | 5  | 3 | 2 | 0 | 11 | 3  | +8  | 11  |
| Medalla de bronce | Japón           | 5  | 3 | 1 | 1 | 8  | 3  | +5  | 10  |
| 4                 | Corea del Sur   | 5  | 2 | 0 | 3 | 6  | 8  | −2  | 6   |
| 5                 | China Taipéi    | 5  | 0 | 1 | 4 | 2  | 7  | −5  | 1   |
| 6                 | Vietnam         | 5  | 0 | 1 | 4 | 2  | 16 | −14 | 1   |